# Lackschildlaus
Die Lackschildlaus (Kerria lacca) ist eine Schildlaus-Art aus der Familie der Kerriidae. Aus den harzigen Ausscheidungsprodukten der Lackschildlaus werden Schellack und Färberlack gewonnen.

## Merkmale
Die Männchen und Weibchen der Lackschildlaus zeichnen sich durch einen extremen Sexualdimorphismus aus. Die Weibchen sind etwa ein bis zwei Millimeter groß und flügellos. 
Die Larven sind etwa 0,6 Millimeter lang und 0,25 Millimeter breit. Ein bis zwei Tage, nachdem sich die Nymphen auf der Wirtspflanze niedergelassen haben, beginnt die Ausscheidung von wachshaltigen Sekreten.

## Verbreitung
Die Lackschildlaus ist im Orient (Bangladesch, Burma, China, Indien, Malaysia, Nepal, Pakistan, Sri Lanka, Taiwan),  in der Paläarktischen Region (Aserbaidschan, Georgien) und in der Neotropis (Guyana) verbreitet.

## Lebensweise
Die Lackschildlaus ernährt sich vom Pflanzensaft zahlreicher Baumarten. Sie wurde bisher auf 71 Pflanzenarten aus 23 Pflanzenfamilien nachgewiesen. Dazu zählen Vertreter aus folgenden Familien: Sumachgewächse (Anacardiaceae), Annonengewächse (Annonaceae), Hundsgiftgewächse (Apocynaceae), Birkengewächse (Betulaceae), Kürbisgewächse (Cucurbitaceae), Flügelfruchtgewächse (Dipterocarpaceae), Ebenholzgewächse (Ebenaceae), Rotholzgewächse (Erythroxylaceae), Wolfsmilchgewächse (Euphorbiaceae), Walnussgewächse (Juglandaceae), Hülsenfrüchtler (Fabaceae), Malvengewächse (Malvaceae), Mahagonigewächse (Meliaceae), Maulbeergewächse (Moraceae), Silberbaumgewächse (Proteaceae), Punicaceae, Kreuzdorngewächse (Rhamnaceae), Rosengewächse (Rosaceae), Rautengewächse (Rutaceae), Weidengewächse (Salicaceae), Seifenbaumgewächse (Sapindaceae), Lindengewächse (Tiliaceae), Weinrebengewächse (Vitaceae).
Die weiblichen Tiere leben in Kolonien. Nur befruchtete Weibchen stechen die Rinde junger Zweige an und nehmen erhebliche Mengen Phloemsaft auf. Das dabei aufgenommene Harz der Wirtspflanze wird über ein Sekret ausgeschieden und bildet auf den Oberflächen der Zweige eine feste Kruste. Die ausgeschiedene Substanz besteht zu 79 % aus Harzsäuren, zu 2 % aus Estern von Wachsalkoholen, zu 7 % aus chemisch neutralen Substanzen (darunter Farbstoffe) und zu 12 % aus polybasischen Estern. Die Ausscheidungen werden Stocklack oder auch Gummilack genannt. Sie werden gesammelt und zu Schellack (E 904) verarbeitet. 300.000 Tiere erzeugen 1 kg Schellack.

## Wirtschaftliche Bedeutung
Die harzigen Ausscheidungsprodukte der Lackschildlaus wurden und werden hauptsächlich in Indien, Thailand, Indonesien, Burma (Myanmar) und China kommerziell genutzt. Im Europa des Mittelalters und der frühen Neuzeit konnte sich Färbemittel aus der Lackschildlaus nicht durchsetzen, obwohl es zu dieser Zeit an roten Färbemitteln mangelte. Europäische Färber fanden den Umgang mit den harzigen Ausscheidungsprodukten schwierig. Sie nutzten es überwiegend, um Leder rot zu färben.
Wichtige Wirtspflanzen sind unter anderem der in Indien angebaute Malabar-Lackbaum (Butea monosperma), die Indische Jujube (Ziziphus mauritiana) und Schleichera oleosa. In Indien sind etwa drei Millionen Menschen mit der Gewinnung des Gummilacks beschäftigt, wobei etwa 18.000 Tonnen pro Jahr produziert werden. Etwa 80 % der Landesproduktion werden exportiert, was einem Handelsvolumen von 16 bis 22 Millionen US-Dollar entspricht.

## Systematik

### Unterarten
Bisher wurden vier Unterarten der Lackschildlaus beschrieben:
- Kerria (Kerria) lacca ambigua (Misra)
- Kerria (Kerria) lacca lacca (Kerr)
- Kerria (Kerria) lacca mysorensis (Mahdihassan)
- Kerria (Kerria) lacca takahashii Varshney

### Formen
Varshney beschrieb 1976 zwei Formen der Lackschildlaus. Kerria lacca lacca f. rangeeni besiedelt Ficus-Arten und den Malabar-Lackbaum, ist jedoch nicht auf Schleichera oleosa anzutreffen. Die Sommergeneration dieser Form lebt acht Monate von Oktober/November bis Juni/Juli und wird als Baishaki-Generation bezeichnet. Die Generation der Regenzeit lebt etwa vier Monate – von Juni/Juli bis Oktober/November und wird als Katki-Generation bezeichnet. Diese Form ist in Indien die häufiger vorkommende Form, obwohl die Qualität des daraus erzeugten Gummilacks minderwertig ist. 
Die zweite Form Kerria lacca lacca f. kusumi besiedelt Schleichera oleosa und einige andere Pflanzenarten, ist jedoch ihrerseits nicht auf dem Malabar-Lackbaum anzutreffen. Der Lebenszyklus jeder Generation dauert etwa sechs Monate. Die Sommer-Generation lebt von Januar/Februar bis Juni/Juli und wird als Jethwi-Generation bezeichnet. Die Winter-Generation lebt von Juni/Juli bis Januar/Februar und wird als Aghani-Generation bezeichnet. Die kusumi-Form ist seltener, liefert aber einen qualitativ besseren Gummilack.

### Synonyme
In der Literatur werden folgende Synonyme für die wissenschaftliche Bezeichnung der Lackschildlaus verwendet:
- Coccus gummilaccae Goeze, 1778
- Coccus lacca Kerr, 1782
- Coccus ficus Fabricius, 1787
- Chermes lacca Roxburgh, 1791
- Carteria lacca Signoret, 1874
- Kerria lacca Targioni Tozzetti, 1884
- Tachardia lacca
- Tachardia (Tachardia) lacca Chamberlin, 1923
- Lakshadia indica Mahdihassan, 1923
- Laccifer lacca Cockerell, 1924
- Kerria (Kerria) lacca lacca Varshney, 1984